# Ђулија Габриелески
Ђулија Габриелески (итал. Giulia Gabbrielleschi; Пистоја, 25. јул 1996) италијанска је пливачица чија ужа специјалност су маратонске трке слободним стилом на отвореним водама. Такмичи се и у тркама на 800 и 1500 метара слободним стилом у великим базенима. 

## Спортска каријера
Габриелески је успешну пливачку каријеру започела као јуниорка освајањем сребрнр медаље у трци на 1500 метара слободним стилом на Европском јуниорском првенству одржаном у Београду 2011. године. Након тог првенства фокусирала се на маратонске пливачке трке на отвореним водама.
У сениорској конкуренцији је дебитовала на Европском првенству у даљинском пливању одржаном у холандском Хорну 2016, а где је остварила пласмане на 5. и 7. место у тркама на 5 и 10 километара. На светским првенствима је успешно дебитовала у Будимпешти 2017. где је у екипној мешовитој трци на отвореним водама освојила бронзану медаљу, заједно са Ракелом Бруни, Федериком Ванелијем и Маријом Санзуолом. На истом такмичењу заузела је шесто место у појединачној трци на 5 километара. 
Нову медаљу на светским првенствима, такође сребрну, освојила је у корејском Квангџуу 2019. где је у екипној мешовитој трци пливала заједно са Брунијевом, Палтринијеријем и Ачеренцом. У Квангџуу је пливала и у квалификационе трке на 800 слободно (14) и 1.500 слободно (11. место). 